# Erik Paartalu
Erik Endel Paartalu (ur. 3 maja 1986 w Sydney) – australijski piłkarz występujący na pozycji obrońcy.
W swojej karierze występował w klubach z Australii, Szkocji, Chin, Tajlandii, Korei Południowej, Kataru oraz Indii. Dwukrotnie zdobył mistrzostwo A-League z Brisbane Roar (2011, 2012). W 2016 triumfował w Azjatyckiej Lidze Mistrzów z Jeonbuk Hyundai Motors. Z Bengaluru zdobył mistrzostwo Indian Super League (2019) oraz Superpuchar Indii (2018).
Rozegrał dwa spotkania w reprezentacji Australii. Zadebiutował 20 lipca 2013 w zremisowanym 0:0 meczu Pucharu Azji Wschodniej przeciwko Korei Południowej, a drugi występ zanotował 28 lipca 2013 w przegranym 3:4 spotkaniu z Chinami podczas tego samego turnieju.
W 2003 zagrał w dwóch meczach na mistrzostwach świata U-17.